# Jókai liget (Kaposvár)
A kaposvári Jókai liget (régebbi nevén, az 1920-as évek közepéig Sétatér vagy Sétakert) a város legrégebbi közparkja. A 21. század elejére már nem tartozott Kaposvár leglátványosabb zöldterületei közé, de 2021–2022-ben felújították és átépítették.

## Elhelyezkedése
A Jókai liget a Donner nevű városrész északi részén, a várost kettészelő Dombóvár–Gyékényes-vasútvonal és a Kapos folyó között helyezkedik el. A körülbelül 3 hektáros, nagyjából téglalap alakú parkot nyugat–északnyugat felől a Bartók Béla utca, észak–északkelet felől a Csik Ferenc sétány és azon túl a vasút, dél–délnyugat felől a Kapos, kelet–délkelet felől pedig a Virágfürdő határolja.

## Története
1833. június 3-án Czindery László alispán kezdeményezésére a vármegye úgy döntött, parkot létesít Kaposváron, méghozzá mivel a Kapos folyó városi szakaszának 19. század elején történt szabályozása során többek között a Gilice utca névadója, a Gilice-malom is használhatatlanná vált, ezért ennek a malomnak a Zsibagyöpnek nevezett, libalegelőként használt földjén. (A Malom-árkot végül csak az 1980-as években temették be.) A kezdetben Sétatérnek vagy Sétakertnek nevezett zöldterület fenntartása a vármegyei szolgabírói hivatal feladata volt, majd 1857-től a városhoz került. 1872-ben nyílt meg a park melletti vasút, amelyhez a földet a liget területéből sajátították ki. Egy 1870-es évekbeli várostérképen már látható, hogy ebben az időben a parkban rendezett sétányok húzódtak.
1875. november 11-én a város történetének talán legnagyobb vihara (vannak, akik a leírások alapján tornádóra következtetnek) nagy fákat tövestül kiszaggatva végzett pusztítást a Sétatéren is, majd 1876 nyarán újabb hatalmas vihar törte ketté az előző évben még állva maradt nyárfák némelyikét.
1888-ban Ladányi György felügyeletével egy fából készült arénát építettek ide, amely színielőadásoknak is helyt adott, de tartottak a parkban népünnepélyeket és cirkuszi előadásokat is. 1889-ben Ujváry Ferenc apátplébános vezetésével létrejött a Kaposvári Jótékony Célú Sétatér Szépítési Egylet nevű szervezet, amely gondját viselte a parknak. Ugyanebben az évben, júniusban Pulszky Ferenc tartott előadást az arénában, 1900-ban pedig a nagyváradi színház vendégszerepelt itt. 1912. április 17-én azonban tűz ütött ki az arénában, amely teljesen leégett. Egy helyi újság a következőképpen írt az esetről: „Tündéries látványt nyújtott a recsegve, ropogva égő hatalmas fatákolmány: az öreg aréna még egyszer és utoljára elsőrangú élvezetet nyújtott Kaposvár város közönségének.”
1895-ben Babochay Kálmán, a Fő utcai Arany Oroszlán Gyógyszertár tulajdonosa fenyőfákkal ültette be a parkot. Amikor 1913-ban megalakult a város első cserkészcsapata, a Sasok raja, a Jókai ligetben tartották rendszeres rejtőzködő és életmentő gyakorlataikat és táboraikat, 1928. június 10-én pedig, miután a belvárosban Albert főherceg részvételével nagyszabású cserkészünnepélyt tartottak, délután itt rendezték meg a rendezvényhez kapcsolódó cserkészversenyt. 1947-ben a kerékpározó Sáfrán család szórakoztatóparkot épített fel a ligetben, ahol működött céllövölde és hajóhinta, valamint tartozott hozzá egy színpad is. Ez a létesítmény az 1950-es évekig működött, ma már nyoma sincs.
A park mai nevét az 1920-as évek közepén kapta: 1925-ben, amikor országszerte Jókai Mór születésének száz éves évfordulóját ünnepelték, a Városi Mérnökök Országos Szövetsége Kaposvárt is megkereste, hogy örökítsék meg itt is az író emlékét. Ennek a felkérésnek eleget téve a tanács javasolta, hogy a Sétatér neve ezentúl Jókai liget legyen, a javaslatot pedig 1925 novemberében a képviselő-testület el is fogadta.
A parkon keresztülvezető fő sétányt egészen a 20. század végéig két oldalról is nagy nyárfák szegélyezték, de az 1990-es évek elején kivágták őket, mivel nagyon elöregedtek. Helyükre magas kőriseket ültettek, emellett jellemző fafajok még a platán és a különböző hársak.
1993. október 30-án avatták fel a liget Kapos folyó felőli oldalán Fusz György alkotását, egy második világháborús emlékművet, amelyet a Mártírok és Hősök Közalapítvány kezdeményezésére 2015. augusztus 18-án áthelyeztek a Hősök temploma mellé.
A park Bartók utca felőli végén található, 1990 körül épült kicsi, építészetileg igénytelen pavilonsorban az idők során trafik, varroda, zöldséges és élelmiszerbolt is üzemelt, majd 2021 tavaszán, amikor megkezdődött a park felújítása, teljesen lebontották.

## Képek

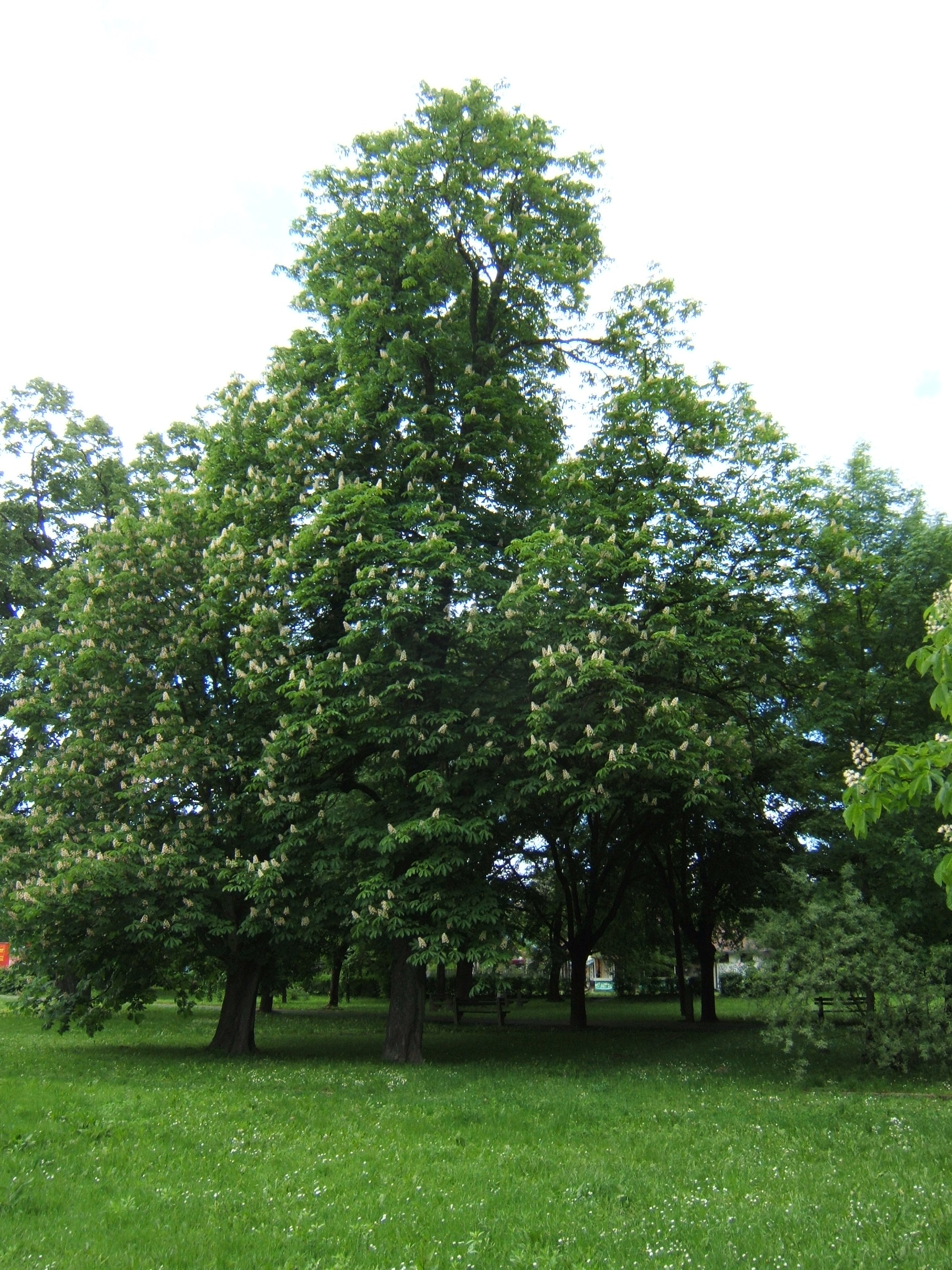
Parkrészlet
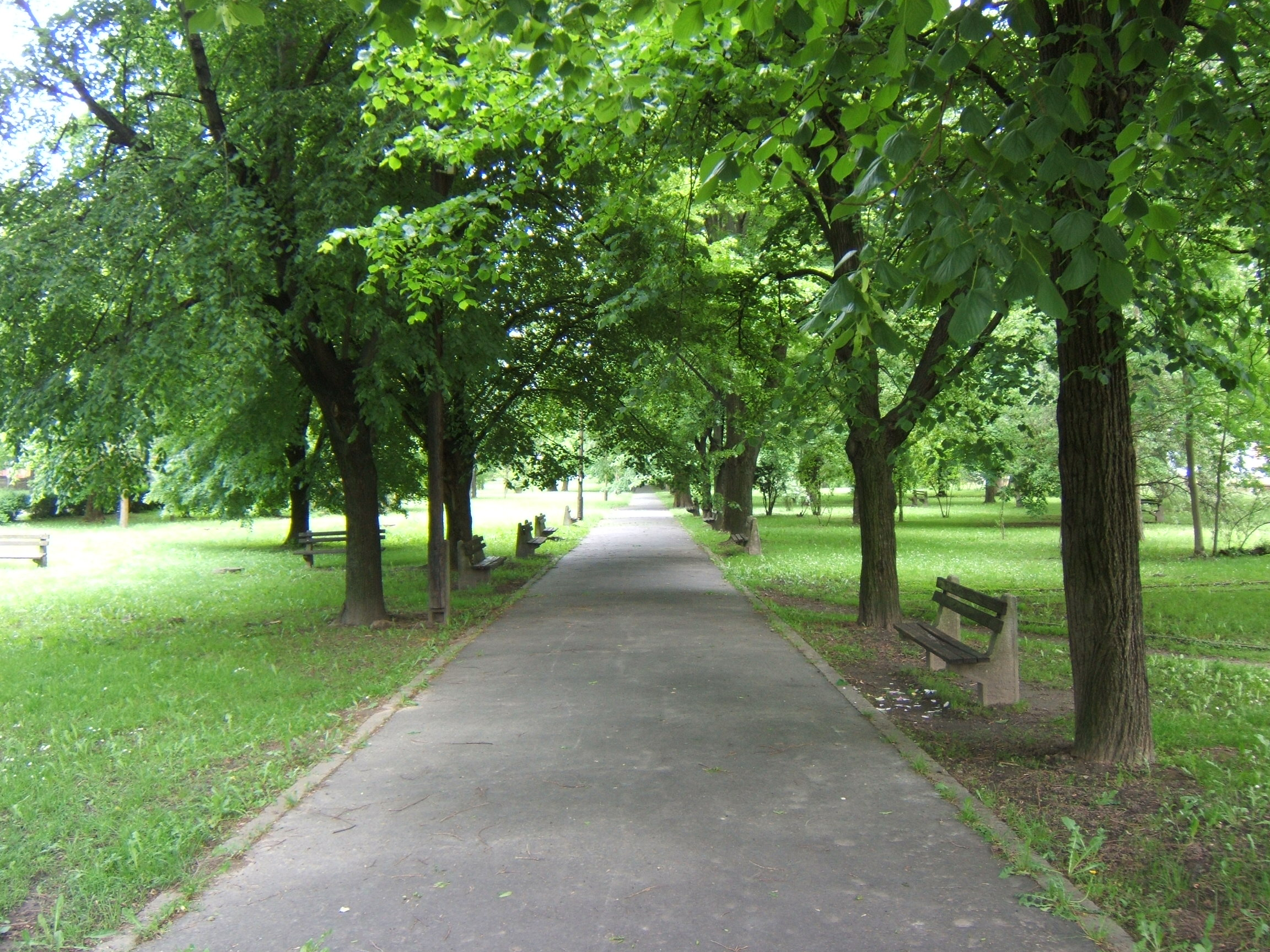
Sétány a parkban
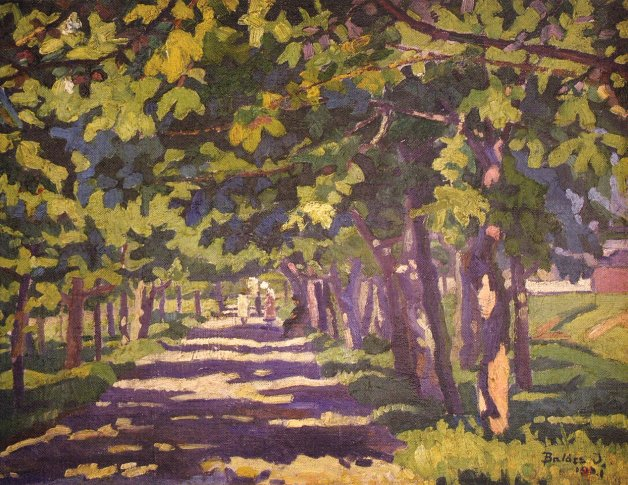
A park Balázs János festményén